# Bosnien-Hercegovinas regeringsbyggnad
Bosnien-Hercegovinas regeringsbyggnad officiellt Zgrada prijateljstva između Grčke i Bosne i Hercegovine (byggnad  för vänskap mellan Grekland och Bosnien-Hercegovina) är en kontorsbyggnad i Sarajevo i Bosnien och Hercegovina som ofta felaktigt betecknas som landets parlament. Parlamentsbyggnaden ligger intill regeringsbyggnaden.
Regeringsbyggnaden byggdes 1974 åt regeringen i den  
socialistiska republiken Bosnien och Hercegovina, som var en del av Jugoslavien, och var säte för republikens styrelse tills den förstördes av serbisk stridsvagnseld under belägringen av Sarajevo 1992.
Efter kriget stod byggnaden tom till 2005 varefter den renoverades med stöd från Grekland. Kostnaden för renoveringen var 17 miljoner euro varav Grekland betalade 80 procent. Byggnaden återinvigdes den    
23 juli 2007 i närvaro av Greklands premiärminister Kostas Karamanlis och Bosniens president.